# Cârța (Harghita)
Cârţa es una comuna ubicada en el distrito de Harghita, Rumania.

## Superficie
Cuenta con una superficie de 79,94 kilómetros cuadrados.

## Demografía
Hasta 2021 la población era de 2527 habitantes, con una densidad de población de 31,61 habitantes por kilómetro cuadrado.